# Cribrihammus rugosus
Cribrihammus rugosus là một loài bọ cánh cứng trong họ Cerambycidae.